# Fernando de Castilla y Mendoza
Fernando de Castilla y Mendoza (Alcalá de Henares, Madrid, cir, 1500-Isla de La Palma, 1574), también conocido como Fernando de Castilla Portugal y Mendoza o simplemente Fernando de Castilla, y a quien se impuso en la pila el nombre de su antepasado el Rey San Fernando de Castilla.

## Biografía
Hijo de Pedro de Castilla y Portugal y de su segunda mujer Juana de Mendoza. Nieto de la reina consorte de Enrique IV de Castilla, Juana de Portugal, y bisnieto de los reyes Eduardo I de Portugal y Leonor de Aragón y Alburquerque. Y tataranieto de Felipa de Lancaster reina consorte de Portugal y nieta del rey Eduardo III de Inglaterra.
Fue regidor de la isla de La Palma desde 1534 y posteriormente alférez mayor. Inicia la Línea de Castilla y Portugal en Canarias.
Celebró tres matrimonios, el primero de ellos en 1518 en la capital insular, Santa Cruz de La Palma, con la hermana del regidor de la isla Pedro de Hermosilla, Beatriz Pallarés y Riquelme, con quien tuvo dos hijos: Pedro y María, cuya descendencia llega hasta nuestros días. El primogénito, Pedro de Castilla Portugal y Pallarés casó en la isla de La Palma con Beatriz de Benavente y Cabeza de Vaca. Su hermana María de Castilla Portugal y Pallarés casó también en La Palma con el abogado y humanista canario Bernardino de Riverol, cuya obra titulada Libro contra la ambición y codicia desordenada de aqueste tiempo: llamado alabanza de la pobreza, publicada en 1556, coincide, ética y moralmente, cinco siglos después, con la nueva filosofía del papa de Roma, Francisco.
Fernando de Castilla y Mendoza casó por segunda vez, en San Cristóbal de La Laguna, de la isla de Tenerife, con María Luisa de Lugo, sin descendencia.
En la misma ciudad, celebró su tercer matrimonio con María de Castañeda, viuda de Fernando de Llerena e hija de Pablo Gallegos, conquistador de la isla de La Palma, y Francisca de Castañeda. Tuvieron cinco hijos: María, Juan, Luis, Ana y Alonso Castilla y Castañeda. De ellos, solo se conoce descendencia de Juan y Luis, que continúa en Canarias el linaje familiar agnado con el apellido, Castilla.